# Thure Annerstedt (ingenjör)
Thure Fredrik Annerstedt, född 15 november 1872 i Strängnäs, död 1930, var en svensk ingenjör. Han var son till hamnkapten Carl Annerstedt (född 1839, död 1899) och sonson till biskop Thure Annerstedt.
Efter avgångsexamen från Tekniska elementarskolan i Malmö 1891 avlade Annerstedt maskinistexamen 1893 och övermaskinistexamen 1894. Han tjänstgjorde som maskiningenjör vid Blekinge kustbanor (järnvägen Karlskrona-Kristianstad med grenbanor) från 1907 och vid Helsingborg-Hässleholms Järnväg, Klippan-Röstånga Järnväg och Röstånga-Eslövs Järnväg från 1909.